# Kerk van Kortehemmen
De kerk van Kortehemmen is een kerkgebouw in Kortehemmen in de Nederlandse provincie Friesland. In 2013 werd het kerkgebouw eigendom van de Stichting Alde Fryske Tsjerken.

## Geschiedenis
De eenbeukige gotische kerk uit circa 1300 is gebouwd van kloostermoppen. De noord- en zuidgevel hebben elk zeven spaarvelden met spitsboogen en drie vensters. In 1620 is de kerk verbouwd. Het koor aan de oostzijde werd gesloopt en vervangen door een vlakke muur met jaartalankers en twee kleine vensters. In de westgevel met vier spaarvelden werd een nieuwe ingang aangebracht. De ingang voor vrouwen aan de noordzijde en de ingang voor mannen aan de zuidzijde werden dichtgemetseld. Aan de zuidzijde een gevelsteen met een engeltje. Het interieur wordt gedekt door een houten tongewelf uit de 18e eeuw. De dooptuin (1620) is in renaissancestijl. In de twee kleine vensters aan de oostzijde is acrylaatglas van kunstenaar Jan Murk de Vries aangebracht.

### Gevelsteen
In de kerk zit een gevelsteen, waarop genoemd worden:

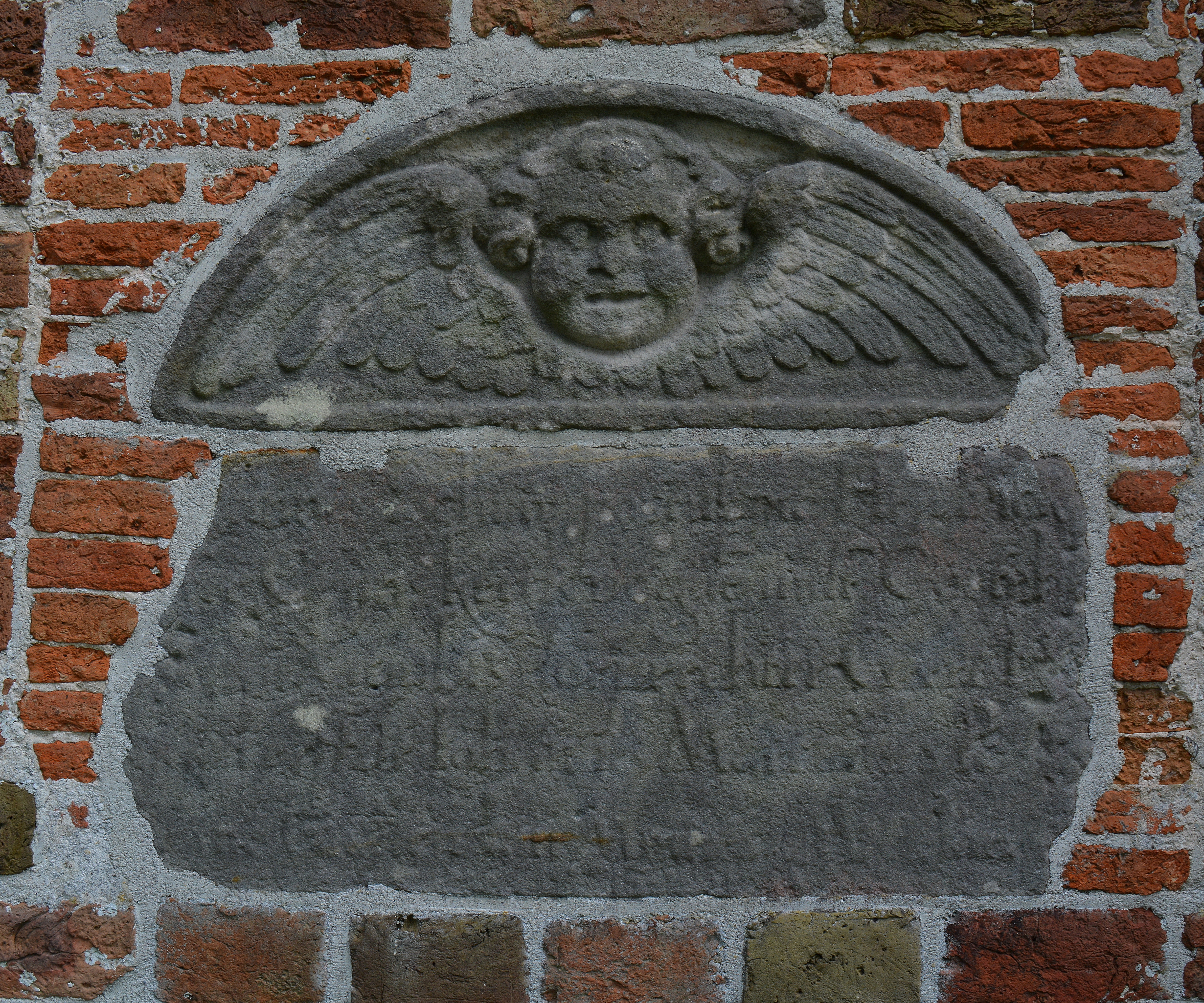
Gevelsteen in de kerk van Kortehemmen, waarop genoemd worden "[Martini] Joachimi, postulant, Hendrick [Geerts] [Peter] Crijns kerckvoochde(n) va(n) Corte[hemmen] [Liu]ppe Gauwes dor[psrechter] Geert H[endricks] [Ei]generfde, Johannes Martinides."

- Marten Jochems, postulant
- Hendrick Geerts, kerkvoogd
- Pieter Krijns, kerkvoogd
- Ljuppe Gauwes, dorpsrechter
- Geert Hendriks, eigenerfde
- Johannes Martinides

### Klokkenstoel
Op het kerkhof staat een in 1950 vernieuwde klokkenstoel met schilddak. De klok (1750) is gegoten door Johan Christiaan Borchhard. 

### Gebruik
Er wordt gekerkt door de Protestantse Gemeente Boornbergum-Kortehemmen. Het is een trouwlocatie en er worden exposities gehouden.